# Melhor jogador do mundo pela FIFA em 1998

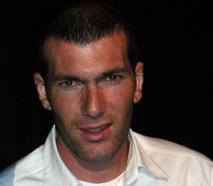
Zinedine Zidane, ganhador do prêmio e camisa 10 da franca naquela copa.

O Melhor jogador do mundo pela FIFA em 1998 foi vencido por Zinedine Zidane, depois de ajudar a França a vencer a final da Copa de 98 por 3-0 sobre Brasil.

## Resultado
|    | Jogador           | Pts |
| 1  | Zinedine Zidane   | 518 |
| 2  | Ronaldo           | 164 |
| 3  | Davor Šuker       | 108 |
| 4  | Michael Owen      | 43  |
| 5  | Gabriel Batistuta | 40  |
| 6  | Rivaldo           | 38  |
| 7  | Dennis Bergkamp   | 33  |
| 8  | Edgar Davids      | 26  |
| 9  | Marcel Desailly   | 23  |
| 10 | Lilian Thuram     | 14  |